# Картузы
Карту́зы (пол. Kartuzy, кашуб. Kartuzë), историч. — Картхаус (нем. Karthaus), Картгауз — город в Польше, входит в Поморское воеводство, Картузский повят. 
Город имеет статус городско-сельской гмины. Занимает площадь 6,23 км². Население — 15 737 человек (на 2006 год).

## История

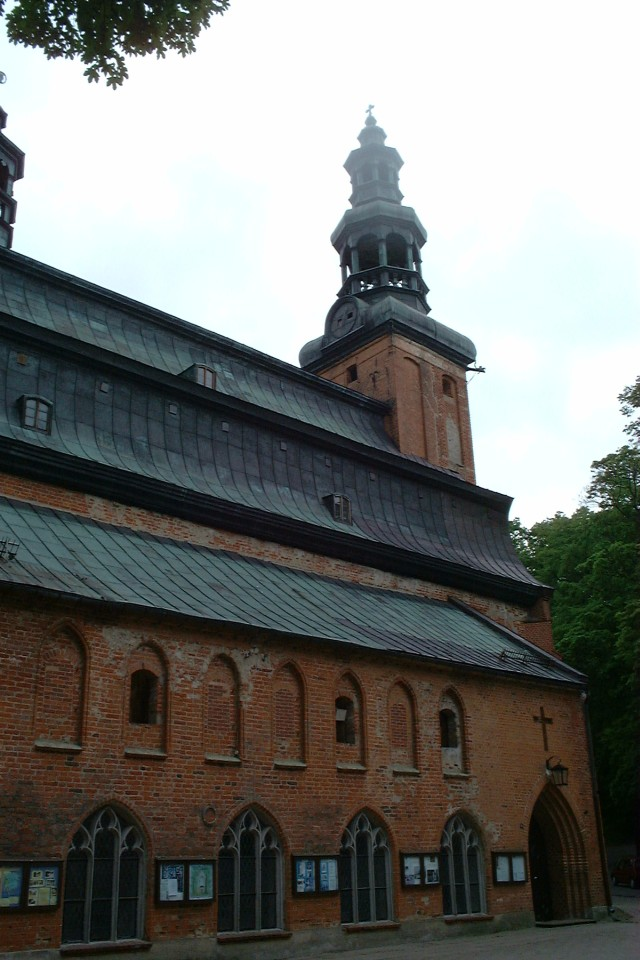
Картузы.

Поселение основано пруссами в 1391 году.
На конец XIX столетия поселение (местечко) и район Картхаус входил в состав Западной Пруссии, в правительственный округ Данциг. В поселении проживало 3 300 жителей из них 200 евреев. 
Статус города получил 29 марта 1923 года.
4 сентября 1939 года город был оккупирован немецкими войсками.
9 марта 1945 года в ходе Восточно-Померанской операции город атаковали советские войска, входившие в 49-ю армию под командованием генерал-полковника И. Т. Гришина, и 10 марта 1945 года освободили город от немецких захватчиков. В ходе этих боев погибли около 320 солдат Красной Армии. При взятии города наиболее отличились: 70-й стрелковый корпус (генерал-лейтенант Терентьев Василий Григорьевич) в составе: 385-й стрелковой дивизии (генерал-майор Супрунов Митрофан Фёдорович), часть сил 238-й стрелковой дивизии  (генерал-майор Красноштанов Иван Данилович); 1819-й самоходно-артиллерийский полк (подполковник Шевченко Пётр Фёдорович); 48-я гвардейская тяжелая гаубичная бригада (подполковник Чуров Фёдор Данилович); 2-я артиллерийская дивизия прорыва (полковник Шлепин Дмитрий Кузьмич).
После Великой Отечественной войны по решению Потсдамской конференции передан Польше.